# Johann Mantzel
Johann Mantzel (* 22. März 1643 in Rostock; † 17. November 1716 in Neukalen) war ein deutscher evangelischer Theologe, Philologe und Pädagoge.

## Leben
Mantzel entstammte einer weitläufigen Gelehrtenfamilie von Theologen und Juristen, die seit Ende des 16. Jahrhunderts in Mecklenburg beheimatet war. Er war ein Sohn des Rostocker Ratsherrn Joachim Mantzel und dessen Frau Ilsabe, geb. Schröder, Tochter des Hans Schröder, Rostocker Kaufmann und Kirchenvorsteher des Heiligen-Geist-Hospitals. Mantzel studierte ab 1654 an der Universität Rostock und ab 1662 in Greifswald, Kopenhagen, Uppsala und Wittenberg. 1667 wurde er in Wittenberg zum Magister lib. art. promoviert. Im November des Jahres wurde er als Privatdozent an der Universität Rostock tätig. 1674 wurde er an der Philosophischen Fakultät zum ordentlichen rätlichen Professor der griechischen Sprache ernannt als Nachfolger von Christian Kortholt (dem Älteren). 1677 war er Rektor der Universität. Die Professur übernahm Gottfried Weiss, als Mantzel 1681 nach Güstrow wechselte als Rektor des dortigen Gymnasiums. Ab 1694 bekleidete er das Pastorenamt in Neukalen und wurde zudem Praepositus der Diözese Neukalen-Dargun an Stelle des nach Rostock berufenen Samuel Starck.
Johann Mantzel war ab 1674 verheiratet mit Maria Elisabeth, geb. Lindemann, einer Tochter von Joachim Lindemann (1617–1669), Erzdiakon der Rostocker Marienkirche und Sohn des Rechtswissenschaftlers Thomas Lindemann (des Älteren). In zweiter Ehe war er nach 1695 verheiratet mit Ilsabe, geb. Iven († 1714), Witwe des Pastors Glüer in Buchholz. Der ersten Ehe entstammten zwei Söhne und zwei Töchter. Sowohl die Söhne als auch die Schwiegersöhne wurden bzw. waren Pastoren. Sein Bruder war Caspar Mantzel (1666–1735), Pastor in Jördensdorf und Vater des Theologen und Rechtswissenschaftlers Ernst Johann Friedrich Mantzel (genannt der Ältere).